# S2 (зоря)
S2, також відома як S0–2, — зоря в зоряному скупченні поблизу надмасивної чорної діри Стрілець A*, яка обертається навколо чорної діри з періодом 16,0518 років, великою напіввіссю близько 970 а.о. і перицентральнаою відстанню 120 а.о (17 світлових годин). Її орбітальний період лише приблизно на 30% довший, ніж у Юпітера, але вона не наближається до чорної діри ближче, ніж приблизно чотири відстані Нептуна від Сонця. За оцінками Європейської південної обсерваторії, на момент утворення зорі її маса становила приблизно 14 M☉.
Зміна видимого положення зорі S2 спостерігалося з 1995 року двома групами (в Каліфорнійському університеті в Лос-Анджелесі та в Інституті позаземної фізики Макса Планка) у рамках спроби зібрати докази існування надмасивної чорної діри в центрі галактики Чумацький Шлях. Зібрані дані вказують на Стрілець A* як на місце розташування такої чорної діри, а її рух повністю узгоджується з метрикою Шварцшильда. Особливо надійну перевірку загальної теорії відносності дали спостереження S2 під час близького проходу біля Стрільця A* в травні 2018 року.
Група астрономів, в основному з Інституту позаземної фізики Макса Планка, використовувала спостереження орбітальної динаміки S2 навколо Стрільця A* для вимірювання відстані від Землі до центру Галактики. Вони визначили, що воно становить 7,94 ± 0,42 кпк, що добре узгоджується з попередніми визначеннями іншими методами.

## Назва
Позначення S0–2 вперше було використано в 1998 році. S0 вказує на зорю в межах однієї кутової секунди від Стрільця A*, а S0–2 була другою найближчою зорею на час вимірювань. Та сама зоря була роком раніше занесена в інший каталог просто як S2 - друге з одинадцяти інфрачервоних джерел поблизу галактичного центру, пронумерованих приблизно проти годинникової стрілки. Випадково в обох списках зоря опинилась під номером «2».

## Орбіта
Дуже ексцентрична орбіта S2 дає можливість перевірити загальну теорію відносності. Релятивістські ефекти досягли максимуму під час проходу зорею перицентру орбіти в середині 2018 року. 
Рух S2 також корисний для виявлення присутності інших об’єктів поблизу Стрільця A*. Вважається, що існують тисячі зір, а також темні залишки зір (зоряні чорні діри, нейтронні зорі, білі карлики), розподілені в обʼємі, через який рухається S2. Ці об’єкти мають збурювати орбіту S2, змушуючи її поступово відхилятися від кеплерівської еліптичної орбіти, яка б відповідала руху навколо однієї точкової маси. Дослідження руху S2 дозволило оцінити, що загальна маса таких зоряних залишків становить менше одного відсотка маси надмасивної чорної діри.

### Проходження перицентру в 2018 році
У 2018 році S2 максимально наблизилась до Стрільця A*, досягнувши швидкості 7650 км/с або майже 3% швидкості світла і пройшовши на відстані всього 120 астрономічних одиниць від чорної діри (приблизно 1400 радіусів Шварцшильда). S2 досягла перицентру 19 травня 2018 року, тоді як її видима з Землі променева швидкість досягла піку в квітні, а пізніше досягла мінімуму в кінці серпня та на початку вересня.
Незалежні дослідження, проведені командою GRAVITY (на чолі з Райнхардом Ґензелем ) і Групою галактичного центру KECK/UCLA (на чолі з Андреа Ґез) виявили червоне зміщення, яке узгодилось з передбаченнями загальної теорії відносності.
Додатковий аналіз виявив шварцшильдівську прецесію орбіти S2 на 12 кутових хвилин (0,2 градуса), спричинену близьким проходженням, що також повністю відповідає передбаченням загальній теорії відносності.

## S0–102
У 2012 році було виявлено, що зоря під назвою S0–102 (або S55) обертається ще ближче до Стрільця A*, ніж S0–2. Ця зоря в шістнадцять разів тьмяніша від S0–2, і знадобилося багато років спостережень, щоб відрізнити її від місцевого інфрачервоного фону. Орбітальний період S0–102 становить всього 11,5 років. 
Пізніше була відкрита ще ближча зоря S62 з орбітальним періодом 9,9 року.

## Галерея зображень

Зображення художника S2, що проходить повз надмасивну чорну діру (зверніть увагу, що чорна діра зображена не в масштабі) у центрі Чумацького Шляху, що підтверджує гравітаційне червоне зміщення[22]
Розраховані орбіти S2 та п’яти інших зір навколо надмасивної чорної діри Sgr A* у галактичному центрі[23]
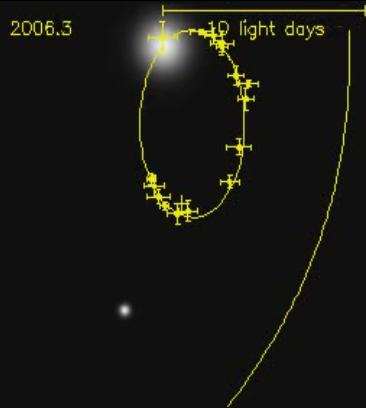
Спостережні дані для орбіти S2 навколо галактичного центру